# Smederevo

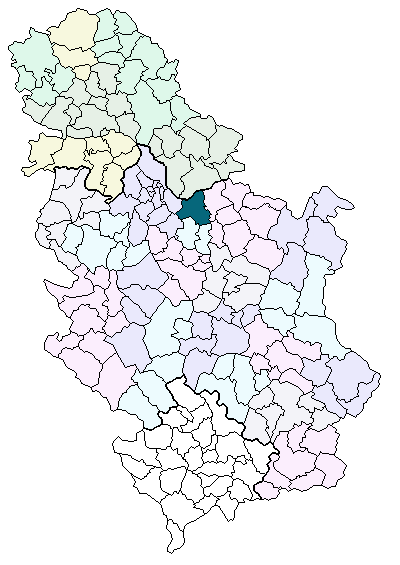
Smederevo i Serbien

Smederevo (kyrilliska: Смедерево) är en stad i Serbien med ca 78 000 invånare (kommunen har 116 000).
Smederevo ligger vid Donau. Staden grundades på 1400-talet av den serbiske prinsen Đurađ Branković. Han byggde även stadens fästning år 1430. Från samma år till 1459 var Smederevo Serbiens huvudstad. Därefter ockuperades staden av det Osmanska riket till 1806, då Smederevo åter igen blev Serbiens huvudstad - den här gången endast tillfälligt. Samma år öppnades den första skolan i staden. Under andra världskriget ockuperades staden av det nazistiska Tyskland som sprängde bort delar av fästningen, vilket ledde till att tusentals människor dödades.
Smederevo är en industristad, centrum för Serbiens stålindustri. Kring staden finns stora fruktodlingar där det växer bland annat persikor, nektariner och aprikoser. Klimatet är gynnsamt. Under somrarna kan det bli väldigt varmt.[källa behövs] En stor attraktion är muren som ligger vid Donau.[källa behövs] Dit brukar turisterna gå, men även lokalbefolkningen går där på sommarkvällarna.[källa behövs]